# One Piece Odyssey
One Piece Odyssey är ett datorrollspel baserat på manga-serien One Piece av Eiichiro Oda. Spelet utvecklades av ILCA och gavs ut av Bandai Namco Entertainment, som lanserade det på PlayStation 4, PlayStation 5, Windows och Xbox Series X/S den 13 januari 2023.

## Spelupplägg
One Piece Odyssey är ett turordningsbaserat rollspel där spelaren styr Monkey D. Luffy och hans piratbesättning. Alla karaktärer har unika förmågor baserade på deras krafter, som används för att ta sig runt i spelvärlden, samla föremål och lösa pussel. När spelaren stöter på fiender går spelet över till stridsläget, där karaktärerna styrs via menyer. Striderna kretsar kring "Scramble Area Battles"-systemet, där striderna delas in i olika områden.
Spelaren kan optimera gruppmedlemmars positioner mellan områden för att kontra motsståndare. I vissa strider placerar "Dramatic Scene"-systemet spelare i obekväma situationer baserade på karaktärernas personligheter – som att Sanji inte kan anfalla eftersom han är omgiven av kvinnor – och genom att övervinna de här situationerna får spelaren större belöningar. Likt andra spel i genren får gruppmedlemmarna erfarenhetspoäng efter strid och går upp i nivå när de samlat på sig tillräckligt många poäng.

## Utveckling
One Piece Odyssey avslöjades den 28 mars 2022, som del av One Piece-seriens 25-årsjubileum. Spelet utvecklades av ILCA och gav ut av Bandai Namco Entertainment, som lanserade spelet till PlayStation 4, PlayStation 5, Windows och Xbox Series X/S den 13 januari 2023. Spelets musik skrevs av Motoi Sakuraba.

## Mottagande
Enligt Metacritic fick One Piece Odyssey ett mestadels positivt mottagande.
PlayStation 4-versionen av spelet var det näst bäst säljande spelet fysiskt under spelets lanseringsvecka i Japan, med 35 123 sålda exemplar. PlayStation 5-versionen var det tredje bäst säljande spelet i landet under samma vecka, med 26 879 sålda fysiska exemplar.